# كيتيبلية بالنسية
كيتيبلية بالنسية (الاسم العلمي:Kitaibelia balansae) هي نوع غير مؤكد من النباتات يتبع جنس الكيتيبلية من الفصيلة الخبازية.